# Щедрин, Владимир Александрович
Владимир Александрович Щедрин (р. 26 сентября 1937, село Тёплый Колодезь, Курская область) — советский и российский учёный-энергетик. Кандидат технических наук, профессор Чувашского государственного университета, Заслуженный энергетик Чувашской Республики, ныне[уточнить] советник ректора ЧГУ.

## Преподавательская деятельность
С 1967 г. Владимир Щедрин преподаёт в Чувашском государственном университете им. И. Н. Ульянова. Занимал должность доцента и заведующего кафедрой электроснабжения промышленных предприятий. Через некоторое время был назначен деканом факультета электрификации промышленности. После этого был директором Технического института и проректором по учебной работе в Чувашском государственном университете. С октября 2010 года является профессором кафедры электроснабжения промышленных предприятий электроэнергетического факультета и советником ректора.
В. А. Щедриным разработаны многочисленные учебные планы для дневной и вечерней форм обучения. Он был одним из инициаторов введения в Чувашском государственном университете магистратуры в рамках перевода системы подготовки кадров на многоуровневую форму.

## Научная деятельность
Научные исследования связаны с теоретической электротехникой и электроэнергетикой. Он специализировался в методологии расчёта сложных электрических систем с применением тензорного исчисления, типологии дифференцируемых многообразий и преобразования координат. Автор 185 научных трудов и учебных пособий, обладатель пяти авторских свидетельств на изобретения, один из авторов программы «Энергосбережение в Чувашской Республике на 2000—2005 годы». Под редакцией В. А. Щедрина изданы 11 межвузовских научных сборников, посвящённых темам оптимизации электросистем.

### Публикации
- Щедрин В. А. Метод преобразования координат в исследовании электрических систем : Учебное пособие. — Чебоксары, 1982. — 120 с.
- Щедрин В. А. Методы расчета токов трехфазных коротких замыканий : Учебное пособие. — Чебоксары, 1984.
  - . — 2-е изд. — Чебоксары: изд-во Чувашского гос. ун-та, 1989.
- Щедрин В. А. Электромагнитные переходные процессы в электрических системах : Учебное пособие по направлению подготовки 140200 — «Электроэнергетика». — Чебоксары: изд-во Чувашского гос. ун-та, 2007. — 421 с.

## Награды и признание
- отличник высшего образования Российской Федерации
- заслуженный энергетик Чувашской Республики
- Заслуженный профессор Чувашского государственного университета[4]
- почётный работник высшего образования Российской Федерации.
- три медали СССР
- две Грамоты Президиума Верховного Совета Чувашской Республики, Правительства СССР.
- академик Академии электротехнических наук Чувашской Республики